# Federico Redondo
Federico Redondo Solari (Madrid, 18 de enero de 2003) es un futbolista hispano-argentino. Juega de centrocampista en el Elche C. F. de Primera División de España de España.

## Trayectoria
Formado en las inferiores de Argentinos Juniors, firmó su primer contrato con el club el 17 de diciembre de 2021. Debutó por el primer equipo el 11 de julio de 2022 ante Tigre por la Primera División de Argentina, en la victoria de Argentinos Juniors por 2-1.
El 23 de febrero de 2024 fue presentado como nuevo jugador del Inter de Miami, en el cual tuvo como compañeros a Luis Suárez y Lionel Messi. El 2 de octubre Federico consiguió el Supporter's Shield, primer título de su carrera.
El 14 de agosto de 2025 pasó al Elche C. F. de la Primera División de España.

## Selección nacional
Nació en España, de padre y madre argentinos. Llegó a la Argentina a la temprana edad de 5 años. Debutó por la selección sub-20 de Argentina en mayo de 2022.

### Participaciones en Copas del Mundo
| Mundial                  | Sede      | Resultado        | Partidos | Goles |
| ------------------------ | --------- | ---------------- | -------- | ----- |
| Copa Mundial Sub-20 2023 | Argentina | Octavos de final | 4        | 0     |

## Vida personal
Federico es hijo del exfutbolista Fernando Redondo; su hermano mayor Fernando Redondo Solari también es un exfutbolista. Por el lado de su madre, es nieto del futbolista Jorge Solari, sobrino nieto de Eduardo Solari y sobrino de la modelo Liz Solari, los futbolistas Esteban Solari, David Solari y Santiago Solari. También es primo de Augusto Solari.

## Estadísticas
Actualizado al último partido disputado el 2 de noviembre de 2024.
| A. A. Argentinos Juniors Argentina | 1.ª           | 2022          | 13 | 0 | —  | — | —  | — | 13  | 0 |
| A. A. Argentinos Juniors Argentina | 1.ª           | 2023          | 21 | 1 | 17 | 1 | 7  | 0 | 45  | 2 |
| A. A. Argentinos Juniors Argentina | Total club    | Total club    | 34 | 1 | 17 | 1 | 7  | 0 | 58  | 2 |
| Inter de Miami Estados Unidos | 1.ª           | 2024          | 19 | 2 | —  | — | 6  | 0 | 25  | 2 |
| Inter de Miami Estados Unidos | 1.ª           | 2025          | 20 | 0 | —  | — | 12 | 0 | 32  | 0 |
| Inter de Miami Estados Unidos | Total club    | Total club    | 39 | 2 | —  | — | 18 | 0 | 57  | 2 |
| Total carrera | Total carrera | Total carrera | 73 | 3 | 17 | 1 | 25 | 0 | 115 | 4 |
| (1)La copa nacional se refiere a la Copa Argentina, Copa de la Liga Profesional y U.S. Open Cup. (2)La copa internacional se refiere a la Copa Sudamericana, Copa Libertadores, Leagues Cup, Copa de Campeones de la Concacaf y Copa Mundial de Clubes de la FIFA. |               |               |    |   |    |   |    |   |     |   |

## Palmarés

### Títulos nacionales
| Título             | Equipo         | Sede           | Año  |
| ------------------ | -------------- | -------------- | ---- |
| Supporter's Shield | Inter de Miami | Estados Unidos | 2024 |